# Pál Kinizsi

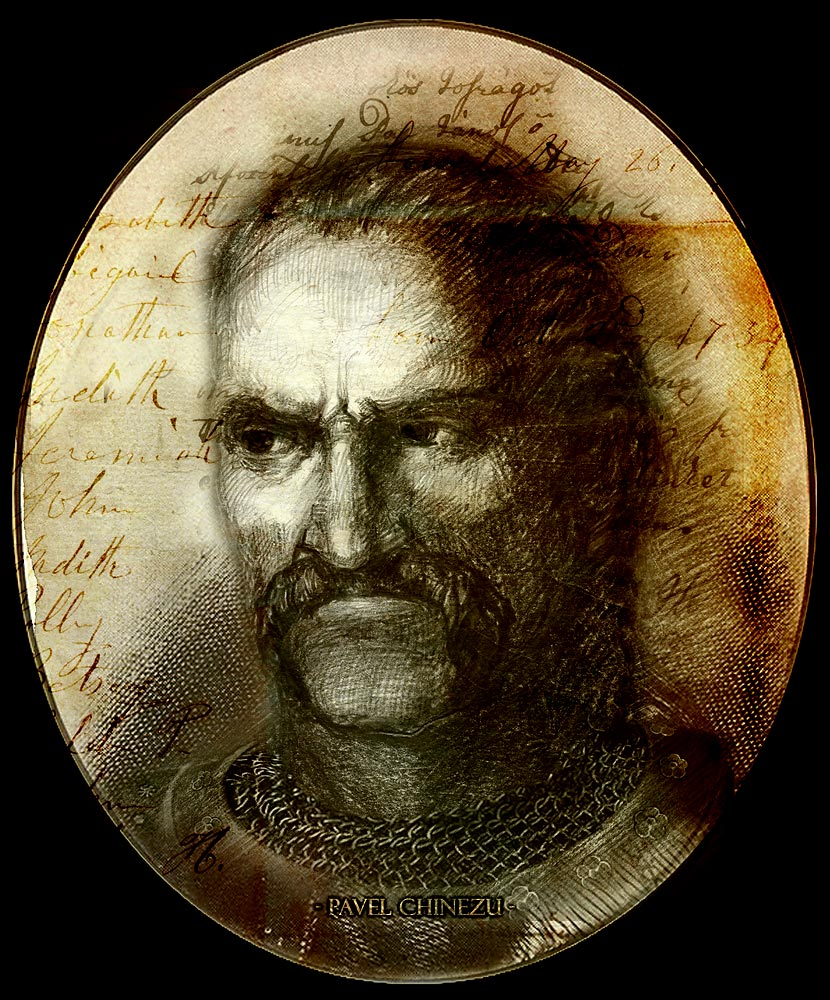
Pál Kinizsi

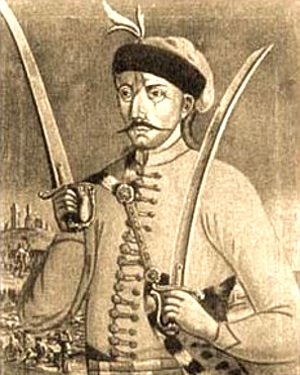
Pál Kinizsi

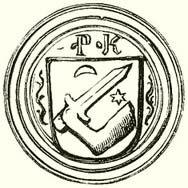
Wappen Kinizsis

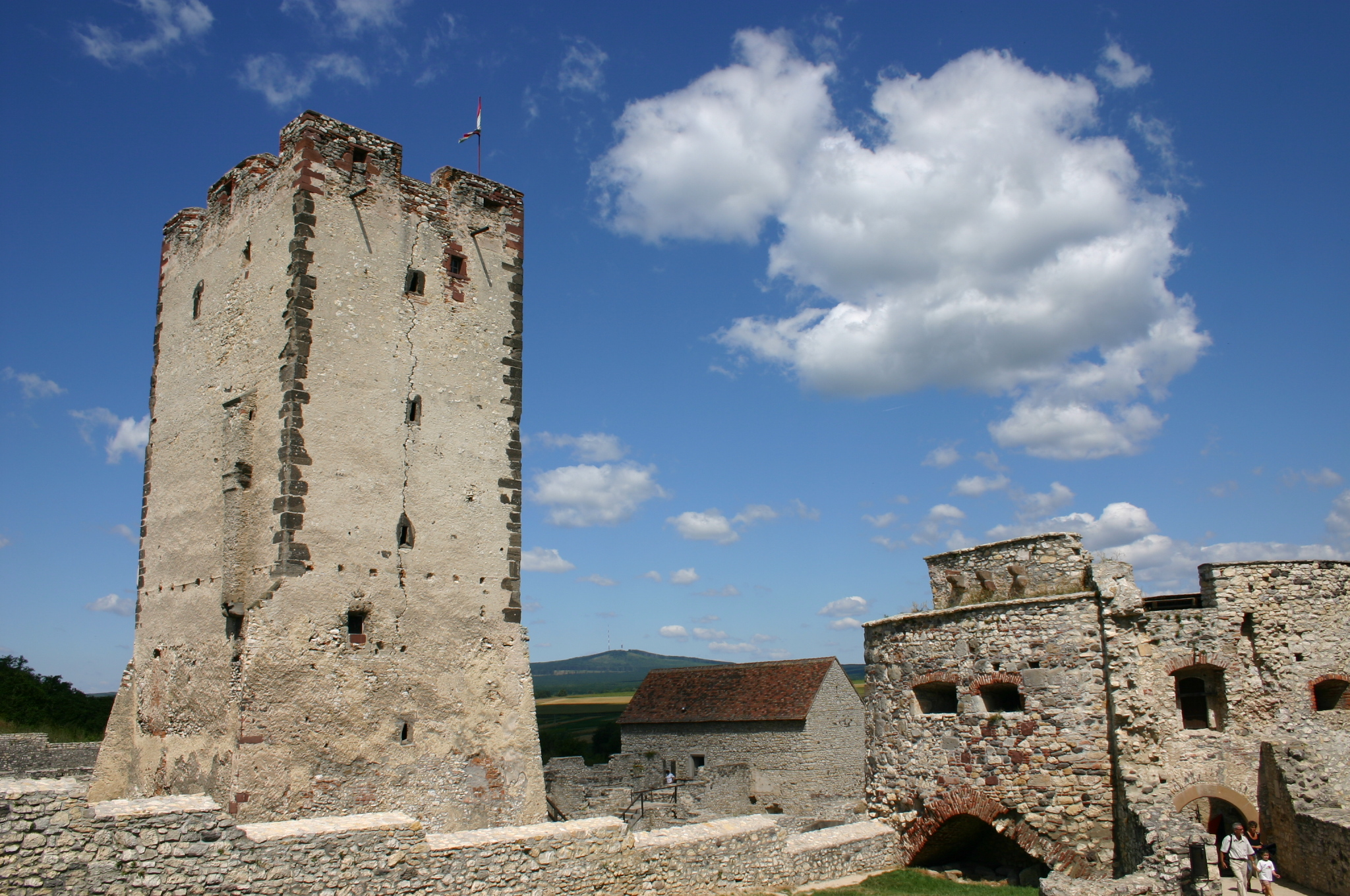
Burg Kinizsi in Nagyvázsony

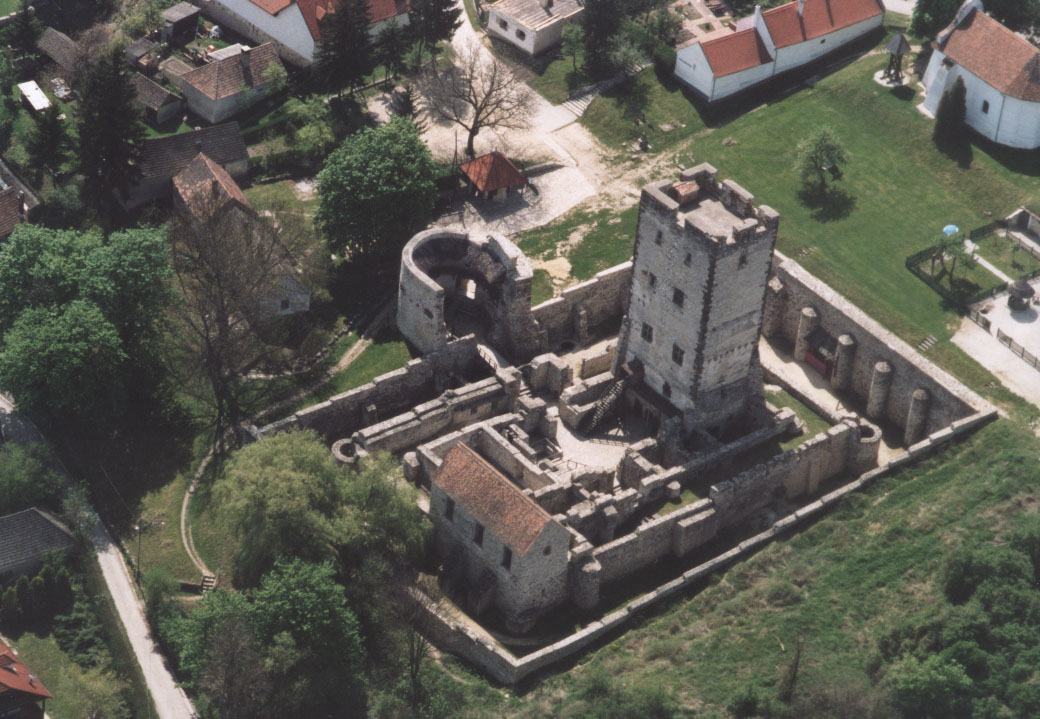
Luftaufnahme der Burg Kinizsi in Nagyvázsony

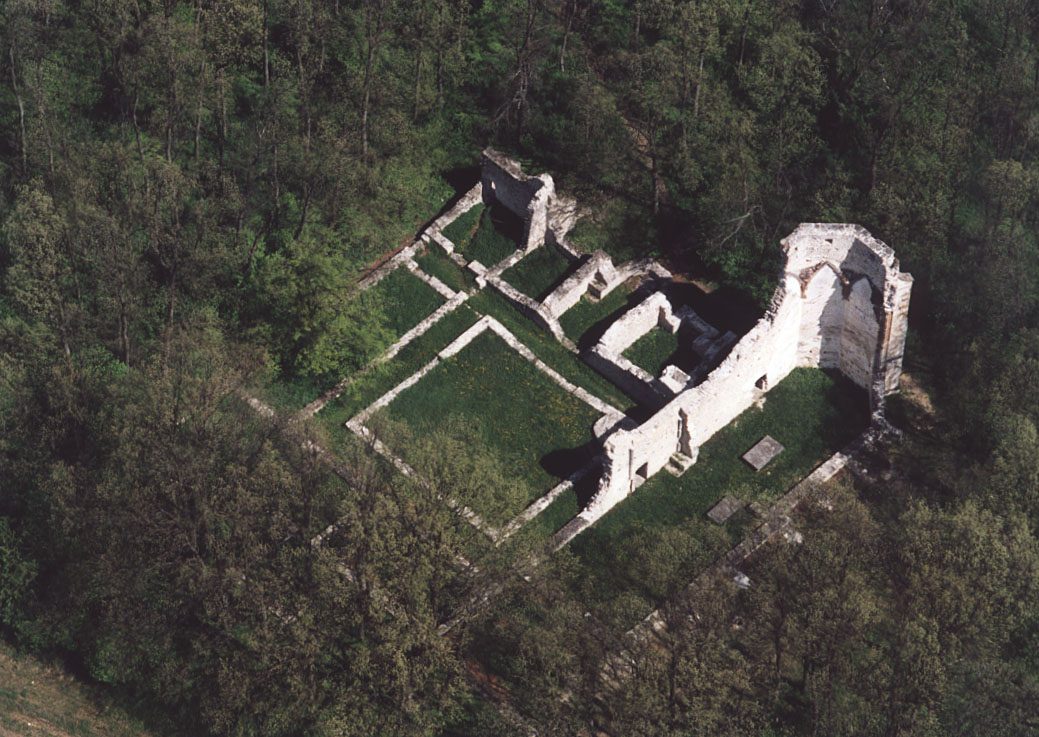
Pauliner Kloster in Nagyvázsony

Pál Kinizsi, auch rumänisch Pavel Chinezul oder Paulo de Kynys (* um 1431 in Smederevo (andere Quellen geben Temeswar (heute Timișoara) als seinen Geburtsort an); † 24. November 1494 in Sankt Clemens bei Smederevo) war ein General im Königreich Ungarn. Seine außerordentliche Körperkraft erlangte einen legendären Ruf.

## Leben
Kinizsi war der Sohn eines Müllers. Als Unteroffizier unter der Führung Balázs Magyar zog Kinizsi 1468 in einem Feldzug gegen Siebenbürgen erstmals Aufmerksamkeit auf sich. Sein Kampfstil mit zwei Schwertern zeichnete ihn dabei so aus, dass er zum Befehlshaber befördert wurde. Matthias Corvinus übertrug ihm bald auch das Amt des Severiner Ban.
1472 erhielt er zum Dank für seine Dienste von Matthias Corvinus die Burg Vázsony bei Nagyvázsony in der Nähe des Plattensees, samt den zur Burg gehörenden Ländereien. Die Burg Kinizsi wurde später um ein Schloss und Barbakanen erweitert (ein hufeisenförmiger, zwei Stockwerke hoher Torschutz, zu dessen Eingang eine schmale, auf Holzpfeilern ruhende Holzbrücke führte). 1478 siedelte Kinizsi Mönche des Paulinerordens (ungarisch pálos) in Vázsony an und ließ Klöster und Kirchen für sie bauen.
Von 1478 bis 1494 bekleidete Kinizsi das Amt des Temescher Comes.

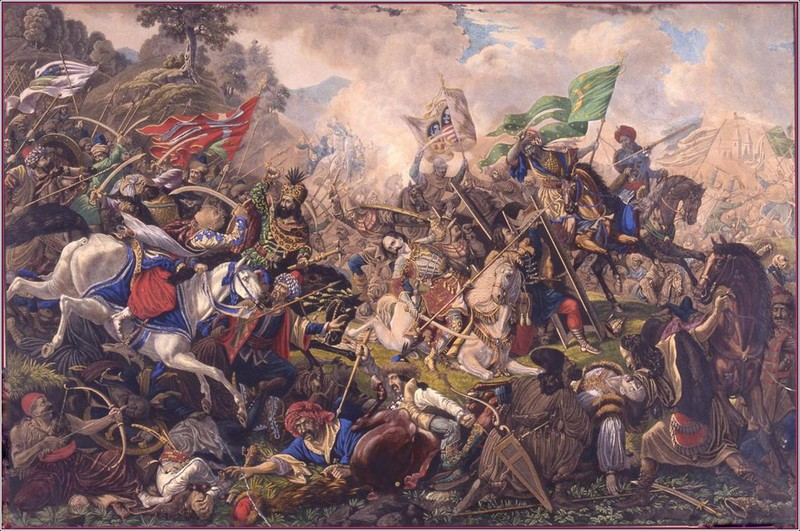
Die Schlacht auf dem Brotfeld

Am 13. Oktober 1479 überfielen die Osmanen unter Pascha Alibeg von Semendria (Smederevo) mit 40.000 Mann Siebenbürgen. Der siebenbürgische Fürst Stephan Báthory von Ecsed rief Kinizsi zu Hilfe, und es gelang ihnen gemeinsam mit Vuk Branković und Basarab Laiotă cel Bătrân in der Schlacht auf dem Brotfeld 30.000 Soldaten aus den Streitmächten der Osmanen zu töten, wobei der Rest der Angreifer in Panik flüchtete.
Um 1480 heiratete Kinizsi Benigna, die Tochter Baláz Magyars, und erhielt durch die Heirat die Burg Somló.
Matthias Corvinus ernannte Kinizsi zusätzlich 1481 zum Generalkapitän (lateinisch generalis capitaneus inferiorum partium regni) und beauftragte ihn mit dem Schutz der südlichen Reichsteile. So verließ Kinizsi im November 1482 Temeswar mit 30.000 Mann, um bei Horom die Donau zu überqueren. Er schlug die Osmanen weit nach Serbien zurück. Während dieses Feldzugs errang Kinizsi auch einen Sieg vor der Golubatscher Burg. Aus diesem Feldzug kehrte er mit 25.000 Serben, die sich vor den Osmanen fürchteten, zurück und siedelte sie bei Temeswar an.
Kinizsi war betroffen von dem Waffenstillstand, den Matthias Corvinus 1483 mit Bayezid II. schloss, und 1488 um weitere drei Jahre verlängerte. Während dieser Friedenszeit kümmerte sich Kinizsi um die Verbesserung der Wehrbauten in dem ihm unterstellten Gebiet. Nach dem Tod des Königs Matthias Corvinus stellte sich Kinizsi an die Seite von Vladislav II. gegen János Corvin, den er in der Schlacht auf dem Knochenfeld besiegte.
Maximilian I. nahm 1490 die Burg Vázsony ein, die Kinizsi ein Jahr später zurückeroberte.
Nach dem Tode Matthias Corvinus wollten die ungarischen Adligen durch die Wahl eines schwachen Königs ihre Macht stärken. Schließlich wurde Vladislav II., der Sohn des polnischen Königs Kasimir IV. Jagiełło, der Nachfolger Corvinus. Sein erstes Unternehmen galt der Ausschaltung der „Schwarzen Legion“ (ungarisch fekete sereg), einer von Corvinus gegen innere Unruhen gegründeten böhmischen Söldnertruppe. Nach ihrer Verlegung nach Szeged sorgte die Legion auch im Temescher Komitat durch Raub, Mord und Brandstiftungen für Unruhe. Comes Kinizsi bekam so den Auftrag, diese in das Heer zu integrieren oder zu vernichten, wobei Kinizsi sich für die zweite Variante entschied.
Als Reaktion darauf bemerkte man bei den Osmanen Bewegung, daher beschloss Vladislav II. die erneute Befestigung der Temeschburg. Die Aufsicht hatte Kinizsi, der hierfür auch Teile seines eigenen Vermögens heranzog. 1492 besuchte Vladislav II. Temeswar zur Inspektion der Befestigungsarbeiten und weilte hier über einen Monat. Er wurde von Kinizsi empfangen, der trotz seiner Stummheit (er hatte seine Stimme am Schlachtfeld verloren) dem König Treue schwor. Der hohe Adel war seinen Heeresverpflichtungen nicht nachgekommen, obwohl die Osmanen Ungarn zu erdrücken drohten. Am 28. Januar 1494 wurde Kinizsi vom König zum Judex Curiae ernannt. Als die Osmanen ins Banat einfielen, führte er sein Heer über die zugefrorene Donau und stürmte dabei zwei Schlösser, in denen Ali Pascha seine Schätze hielt. Kinizsi konnte mit den Kostbarkeiten abziehen. Es erreichte ihn die Nachricht, dass Verschwörer Belgrad dem Ali Pascha in die Hände spielen wollten. Als Kinizsi bei Belgrad ankam, begannen die Osmanen bereits, die Wälle zu besteigen. Kinizsi schlug die Türken von den Mauern zurück und vertrieb sie.
Danach eilte er dem König, der sich in Siebenbürgen befand, entgegen. Vladislav II. kam mit dem siebenbürgischen Fürsten Bartholomäus Drágffy am 25. September 1494 in Temeswar an und weilte hier bis zum 30. September. Bei dieser Gelegenheit warf sich Kinizsi vor die Füße des Königs, danach deutete er auf die türkische Grenze und voller Begeisterung ergriff „der Alte mit Jünglingskraft sein Schwert, als befände er sich schon inmitten der heißen Türkenschlacht“. Mit 14.000 Mann durchstreifte und plünderte er mit Drágffy Serbien. Bei der Belagerung von Smederevo überfiel ihn eine tödliche Krankheit, woran er am 24. November 1494 in Sankt Clemens verstarb. Sein Nachfolger als Temescher Comes, Generalkapitän und Severiner Banus wurde sein Zögling Josef von Somy.

## Legenden
In ungarischen und rumänischen Legenden wird der Volksheld als der Ungarische Herkules bezeichnet.
Als junger Bursche arbeitete Pál Kinizsi in der Mühle seines Vaters. An einem heißen Sommertag soll König Matthias Corvinus mit einer Jagdgesellschaft dort gehalten haben. Die Besucher verlangten nach Wein, aber der Müller hatte nur Wasser anzubieten. Anstelle eines Serviertabletts soll Kinizsi dem König die Wasserbecher auf einem schweren Mühlrad, von nur einer Hand gehalten, angeboten haben. Der begeisterte König soll Kinizsi darauf in seine Dienste berufen haben.
Andere Legenden besagen, dass Kinizsi an einem Ritterturnier teilgenommen haben soll, wo er mit nur einer Hand ein schweres Mühlrad weit warf. Hiervon soll Matthias Corvinus derart angetan gewesen sein, dass er ihn darauf in seinen Dienst berief.
Bei der Siegesfeier nach der Schlacht auf dem Brotfeld wurden die blutigen Leichen der Osmanen auf Tischen aufgestapelt, auf denen man auch das Abendmahl auftrug. Danach wurde gesungen und getanzt. Als Kinizsi an die Reihe kam, soll er zum Staunen seiner Soldaten beim Tanz die Leiche eines Osmanen zwischen die Zähne genommen haben und jeweils eine weitere unter jedem Arm getragen haben.

## Gedenkstätten
Die neuzeitliche Statue im Burghof von Nagyvázsony mit Kinizsi auf einem Pferd wurde von Ivan Szabo aus Bronze angefertigt. An der Ecke Burgstraße/Kinizsi-Straße erinnern Gedenktafeln an ihn. Sein Grabstein liegt im Burgmuseum zu Buda. In Somlo steht das Denkmal „Kinizsi-szikla“ (Kinizsi-Felsen). Im Budapester Park Testnevelési Egyetem steht eine Skulptur Pál Kinizsi, die 1932 von János Pásztor angefertigt wurde. Im rumänischen Șibot (Unterbrodsdorf, Kreis Alba) befindet sich eine Büste, die Pál Kinizsi darstellen soll.
In dem von Kinizsi gegründeten Pauliner Burgkloster von Nagyvázsony befindet sich heute sein ihn darstellender handgeschnitzter Sarkophag. 1708 entwendeten Grabräuber sein Kettenhemd, seinen Helm und zwei Klingen. Die Relikte wurden jedoch später wiedergefunden und sind heute im Ungarischen Nationalmuseum zu sehen.

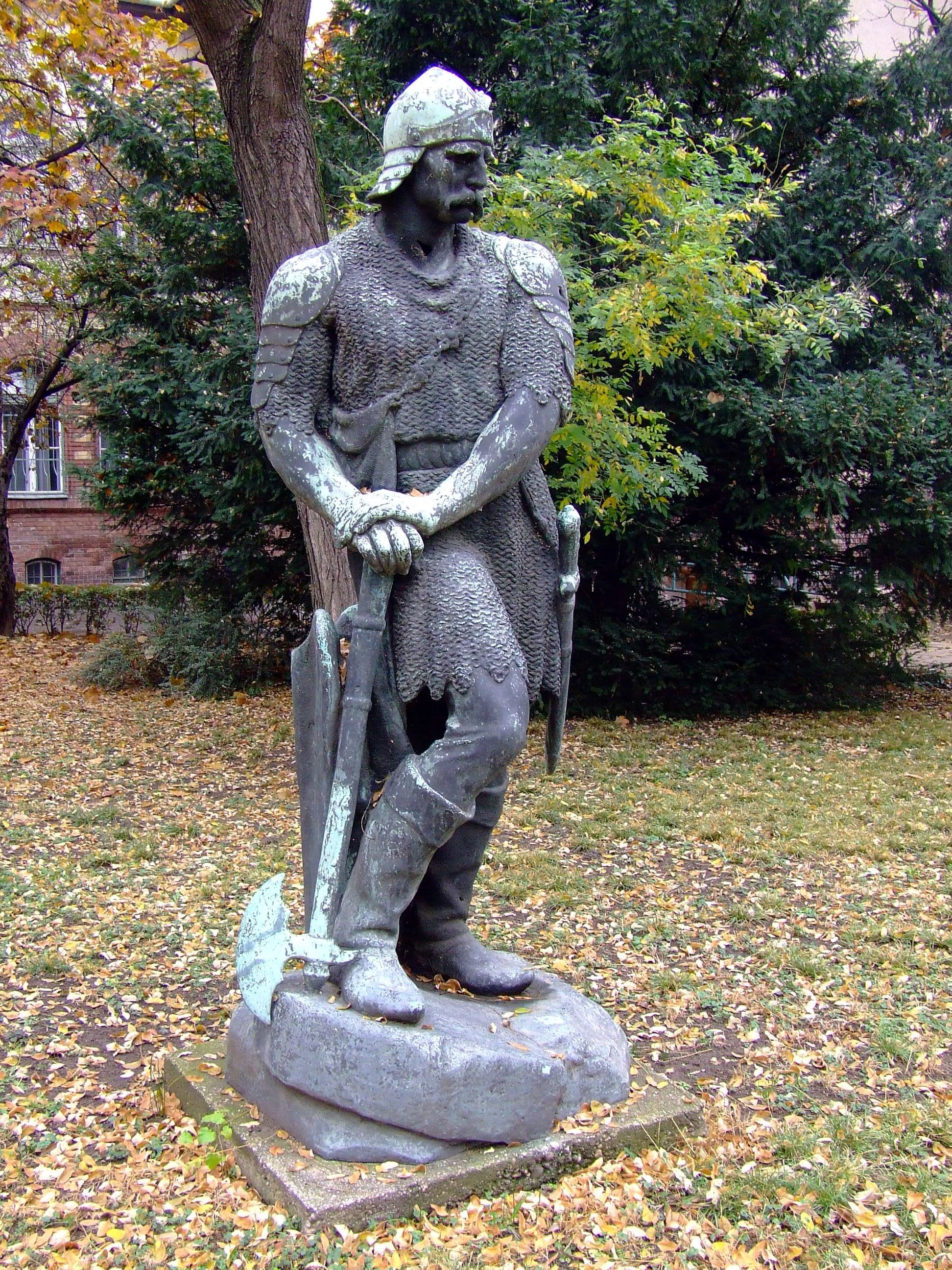
Skulptur Pál Kinizsi in Budapest von János Pásztor (1932)
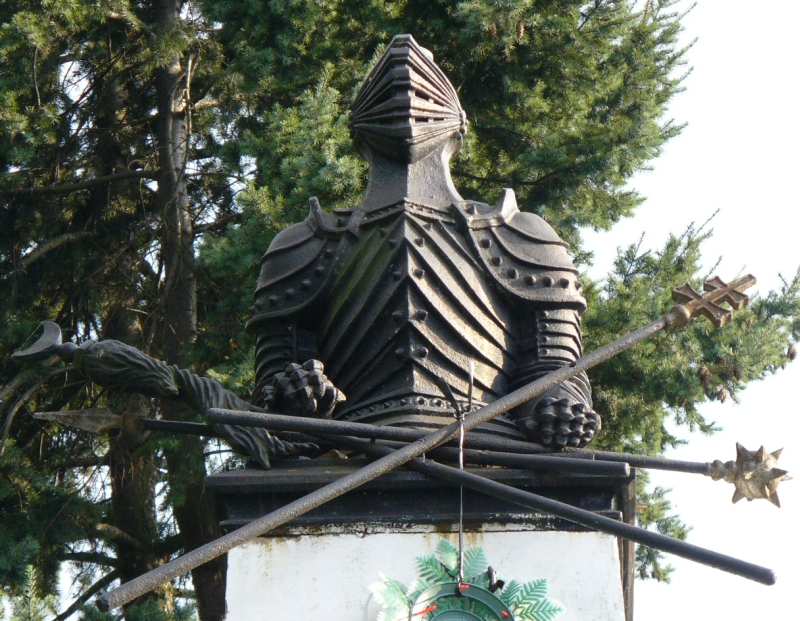
Büste Pál Kinizsi in Şibot Alba
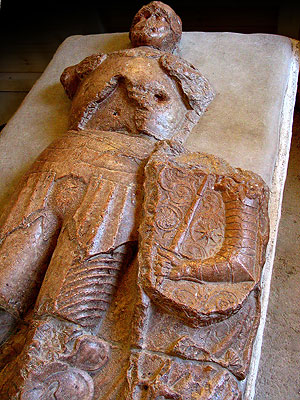
Sarkophag von Pál Kinizsi in Nagyvázsony

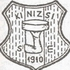
Logo des Fußballvereins Chinezul Timişoara von 1910

## Trivia
Der Fußballverein Chinezul Timișoara benannte sich nach dem Volkshelden Pavel Chinezu. Die Timișoaraer Rockband Transsylvania Phoenix besang Chinezu 1974 auf ihrem Album Mugur de fluier mit dem Stück Pavel Chinezu, leat 1479.